# Đào Thiên Hải
Dans ce nom vietnamien, le nom de famille, Đào, précède le nom personnel.
Đào Thiên Hải est un joueur d'échecs vietnamien né le 10 mai 1978 à Sa Đéc. Il fut le premier Vietnamien à recevoir le titre grand maître international en 1995 et remporta sept fois le championnat du Vietnam.
Au 1er octobre 2016, il est le numéro cinq vietnamien avec un classement Elo de 2 478.

## tournois internationaux
Đào Thiên Hải a remporté les tournois de :
- Munster 1993 (devant Vassily Smyslov) ;
- Budapest, en juillet 1994, juin 1995 et août 1996 ;
- Békéscsaba (Hongrie) en 1995 et 1996 ;
- Qingdao 1999 ;
- Vũng Tàu 2000 ;
- Manille 2001 ;
- Bangkok 2004 ;
- Kuala Lumpur (open de Malaisie) 2006 ;
- Đà Nẵng 2008.

En 1998, il gagna la médaille de bronze lors du premier championnat d'Asie d'échecs.

## Championnats du monde et coupes du monde
Đào Thiên Hải fut champion du monde cadets (moins de seize ans) en 1993. Il représenta le Vietnam lors :
- du championnat du monde de la Fédération internationale des échecs 2000, battu au deuxième tour par Michael Adams après avoir battu au premier tour Ruslan Ponomariov ;
- du championnat du monde de la Fédération internationale des échecs 2001-2002, battu au premier tour par Gilberto Milos
- ainsi que du championnat du monde de la Fédération internationale des échecs 2004 (éliminé au premier tour par Zdenko Kožul).

Lors de la coupe du monde d'échecs 2005, il perdit au premier tour contre Sergueï Roublevski.

## Compétitions par équipe
Il a représenté le Vietnam lors de neuf championnats d'Asie par équipe (de 1995 à 2016) et de onze olympiades de 1990 à 2012.